# Deutsche Schwimmmeisterschaften 1992
Die 104. Deutschen Meisterschaften im Schwimmen fanden vom 28. bis 31. Mai 1992 in der Olympia-Schwimmhalle in München statt.
| Disziplin           | Männer             | Männer             | Männer | Frauen                | Frauen                  | Frauen |
| Disziplin           | Name               | Verein             | Zeit   | Name                  | Verein                  | Zeit   |
| ------------------- | ------------------ | ------------------ | ------ | --------------------- | ----------------------- | ------ |
| 50 m Freistil       | Nils Rudolph       | SG Hamburg         |        | Simone Osygus         | Wasserfreunde Wuppertal |        |
| 100 m Freistil      | Nils Rudolph       | SG Hamburg         |        | Simone Osygus         | Wasserfreunde Wuppertal |        |
| 200 m Freistil      | Christian Keller   | SG Essen           |        | Franziska van Almsick | SC Berlin               |        |
| 400 m Freistil      | Sebastian Wiese    | OSC Potsdam        |        | Dagmar Hase           | SC Magdeburg            |        |
| 1500 m Freistil     | Jörg Hoffmann      | 1. Potsdamer SV    |        |                       |                         |        |
| 100 m Brust         | Mark Warnecke      | SG Essen           |        | Jana Dörries          | OSC Potsdam             |        |
| 200 m Brust         | Ralph Färber       | Offenbach am Main  |        | Daniela Brendel       | SC Berlin               |        |
| 100 m Rücken        | Tino Weber         | SV Halle           |        | Dagmar Hase           | SC Magdeburg            |        |
| 200 m Rücken        | Tino Weber         | SV Halle           |        | Dagmar Hase           | SC Magdeburg            |        |
| 100 m Schmetterling | Martin Herrmann    | SSF Bonn           |        | Franziska van Almsick | SC Berlin               |        |
| 200 m Schmetterling | Chris-Carol Bremer | SSG Nord Calenberg |        | Maren Flohr           | SV Rhenania Köln        |        |
| 200 m Lagen         | Christian Gessner  | TSV Erfurt         |        | Daniela Hunger        | Preussen Berlin         |        |
| 400 m Lagen         | Patrick Kühl       | SC Magdeburg       |        | Jana Haas             | TSV Erfurt              |        |